# Body Cam
Pour plus de détails, voir Fiche technique et Distribution.
Body Cam est un thriller policier américain réalisé par Malik Vitthal, sorti en 2020.

## Synopsis
Un policier est froidement abattu pendant l'exercice de ses fonctions en Louisiane, une mort qui reste inexpliquée. Après de multiples attaques sur d'autres policiers, son ancienne collègue Renée Lomito-Smith comprend que ses collègues et elle sont hantés par l'esprit maléfique d'un adolescent noir de quatorze ans, sourd et muet, exécuté quelques mois plus tôt par des policiers blancs.
À Swinton, en Louisiane, le policier Kevin Ganning arrête une camionnette verte pour ne pas avoir de plaque d'immatriculation. Ganning demande au conducteur de quitter son véhicule. Lorsque Ganning remarque un chiffon ensanglanté, il demande agressivement au conducteur de sortir du véhicule. Lorsque Ganning pointe son arme sur le conducteur, le conducteur sort du véhicule mais soudain, une entité inconnue éloigne Ganning. 12 heures plus tôt, l'officier Renee Lomito-Smith est autorisé à reprendre le service actif après une altercation avec un civil et est jumelé avec la recrue Danny Holledge. Ils reçoivent un appel de la répartition où l'officier Ganning est "non répondu". Les agents Lomito-Smith et Holledge vont enquêter sur le dernier emplacement connu de Ganning. Lomito-Smith trouve les images de la caméra de tableau de bord dans la voiture de police, où elle voit que Ganning a été battu à mort par une entité inconnue.

## Distribution
- Mary J. Blige (VF : Laura Zichy) : Renee Lomito-Smith
- Nat Wolff (VF : Julien Bouanich) : Danny Holledge
- David Zayas : le sergent Kesper
- David Warshofsky : Dario Penda
- Demetrius Grosse : Gary
- Anika Noni Rose : Taneesha Branz
- Lance E. Nichols : le pasteur Thomas Jackson
- Lara Grice (VF : Gaëlle Savary) : l'inspectrice Susan Hayes
- Ian Casselberry (VF : Fabrice Lelyon) : Kevin Ganning
- Phillip Fornah : Gabe Roberts
- Naima Ramos-Chapman (VF : Marie Bouvet) : Maria Birke
- Mason Mackie : DeMarco
- Jibrail Nantambu : Christopher
- Sylvia Grace Crim : Pierce
- Jeff Pope (en) (VF : Jérôme Wiggins) : Jacob
- Lorrie Odom : Yolanda

## Fiche technique
Sauf indication contraire, les informations mentionnées dans cette section peuvent être confirmées par la base de données cinématographiques IMDb,  présente dans la section « Liens externes ».
- Titre original et français : Body Cam
- Réalisation : Malik Vitthal
- Scénario : Nicholas McCarthy et Richmond Riedel, d'après l'histoire de Richmond Riedel
- Musique : Joseph Bishara
- Direction artistique : Spencer Davison
- Décors : Elena Albanese
- Costumes : Carol Cutshall
- Photographie : Pedro Luque
- Montage : Ken Blackwell
- Production : Matthew Kaplan

Coproduction : John H. Brister
Production déléguée : Marc Bienstock, Robyn Marshall et Max Siemers
- Sociétés de production : Ace Entertainment, Paramount Players et BET Films
- Société de distribution : Paramount Pictures (États-Unis)
- Pays d'origine :  États-Unis
- Langue originale : anglais
- Format : couleur
- Genre : thriller policier
- Durée : 96 minutes
- Date de sortie :
  - États-Unis : 19 mai 2020
  - France : 25 août 2020 (vidéo à la demande)
- Interdit aux moins de 16 ans.

## Production
En mars 2017, on apprend que Richmond Riedel a écrit le scénario du film. En mars 2018, on annonce que Malik Vitthal serait le réalisateur du film, avec Nicholas McCarthy qui réécrit le scénario, et que Paramount Pictures s'occuperait de la distribution.
En juin 2018, Mary J. Blige est embauchée en tant qu'actrice. En juillet 2018, Nat Wolff y est également engagé. En septembre 2018, Theo Rossi, Anika Noni Rose et David Zayas y participent, et le tournage débute à La Nouvelle-Orléans,,,.
Joseph Bishara est l'auteur de la musique de film.

## Accueil
Le film devait sortir le 17 mai 2019, mais est repoussé au 6 décembre sans bande annonce, ni affiches ni photos de film. Le 12 novembre 2019, Paramount annule la date, et il est distribué numériquement le 19 mai 2020, avant de le lancer en vidéo à la demande dès le 2 juin 2020.
En France, il sort le 25 août 2020 en vidéo à la demande.